# Ross Hunter
Ross Hunter (* 6. Mai 1920 als Martin T. Fuss in Cleveland, Ohio, Vereinigte Staaten; † 10. März 1996 in Los Angeles, Kalifornien) war ein US-amerikanischer Filmproduzent.

## Leben und Wirken
Hunter studierte an der Western Reserve University und begann, als Lehrer zu arbeiten. Während des Zweiten Weltkriegs diente er in der Nachrichtenabteilung der US-Armee. 1944 kehrte Hunter kurzzeitig zum Lehrberuf zurück. Nach dem Bestehen eines Filmeignungstests bei Paramount Pictures erhielt Hunter, der bis dahin unter seinem Geburtsnamen Martin Fuss gewirkt hatte, ein Angebot vom Rundfunk. Der Besetzungschef von Columbia Pictures engagierte ihn daraufhin, schlug die Änderung seines Namens in Ross Hunter vor und vermittelte ihm mehrere Filmrollen.
Unbefriedigt vom Rollenangebot, kehrte Hunter 1949 zum Lehrberuf zurück und wirkte als Schauspiellehrer an der Ben Bard Dramatic School. Dann wechselte er zur Produktion, zunächst am Theater, wo Hunter am San Fernando Valley Theater das Stück Dream Girl auf die Beine stellte. 1951 wurde er von den Universal Studios für zwei Wochen eingestellt, um die Produktionskosten des B-Films Die Flamme von Arabien zu senken. Hunter sparte 172.000 Dollar ein und wurde daraufhin als Produzent fest eingestellt. Seine erfolgreichste Zeit begann im Herbst 1952 mit der kontinuierlichen Zusammenarbeit mit Universal-Hausregisseur Douglas Sirk. Beide realisierten „eine Reihe von überaus kassenträchtigen, tränentriefenden Gefühlsschnulzen, die vor allem ein weibliches Publikum ansprachen.“ Einige Filme aus der Zusammenarbeit, wie Die wunderbare Macht, Was der Himmel erlaubt und Solange es Menschen gibt, gelten heute als genreprägende und subversive Melodramen.
Seine Zusammenarbeit mit dem Hollywood-Ausflügler Helmut Käutner (Zu jung, Ein Fremder in meinen Armen, 1958) enttäuschte hingegen auf ganzer Linie. Dafür erwiesen sich Hunters Kooperationen mit Doris Day – das Lustspiel Bettgeflüster (1959) und der Thriller Mitternachtsspitzen (1960) mit Rock Hudson respektive Rex Harrison als jeweiliger Day-Partner – als große Erfolge.
Mit der Verfilmung von Arthur Haileys Bestseller Airport, „ein menschelnder Katastrophenfilm“, der mehrere Filmfortsetzungen um Flugzeuge in akuter Not in Gang setzen sollte, gelang Hunter 1970 noch einmal ein Welterfolg, der ihm sogar eine Oscarnominierung einbrachte. Am 1. April 1971 wechselte Ross Hunter, nach 20 Jahren Dienst im Sold der Universal, zur Columbia, für die er nur einen Film produzieren sollte: den „desaströsen Megaflop“ Lost Horizon, die Musicalverfilmung des Romans Der verlorene Horizont. Es wurde seine letzte Kinoproduktion. Am 1. Oktober 1974 wechselte Hunter erneut den Arbeitgeber und ging diesmal zu Paramount, für deren Fernsehsparte er bis zum Ende des Jahrzehnts Filme herstellte. Anschließend zog er sich langsam in den Ruhestand zurück.
Ross Hunter starb im März 1996 in Los Angeles im Alter von 75 Jahren an einer Krebserkrankung. Sein langjähriger Lebensgefährte bis zu Hunters Tod war der Setdesigner Jacques Mapes (1913–2002).

## Filmografie

### Als Schauspieler
- 1944: Louisiana Hayride
- 1944: Ever Since Venus
- 1945: Hit the Hay
- 1945: Der Bandit und die Königin (The Bandit of Sherwood Forest)
- 1946: Sweetheart of Sigma Chi
- 1951: The Groom Wore Spurs

### Als Produzent
- 1951: Die Flamme von Arabien (Flame of Araby)
- 1952: Der Tag der Vergeltung (Untamed Frontier)
- 1952: Der Sohn von Ali Baba (Son of Ali Baba)
- 1952: Eine abenteuerliche Frau (Take Me to Town)
- 1953: All meine Sehnsucht (All I Desire)
- 1953: Drei waren Verräter (Tumbleweed)
- 1953: Taza, der Sohn des Cochise (Taza, Son of Cochise)
- 1953: Die wunderbare Macht (Magnificent Obsession)
- 1954: Schwaches Alibi (Naked Alibi)
- 1954: Gold aus Nevada (Yellow Mountain)
- 1954: Wenn die Ketten brechen (Captain Lightfoot)
- 1955: Und wäre die Liebe nicht (One Desire)
- 1955: Mit roher Gewalt (The Spoilers)
- 1955: Was der Himmel erlaubt (All That Heaven Allows)
- 1956: Es gibt immer ein Morgen (There’s Always Tomorrow)
- 1956: Der letzte Akkord (Interlude)
- 1957: Der Engel mit den blutigen Flügeln (Battle Hymn)
- 1957: Tammy (Tammy and the Bachelor)
- 1957: Mein Mann Gottfried (My Man Godfrey)
- 1957: Zu jung (The Restless Years)
- 1958: Ein Fremder in meinen Armen (A Stranger in My Arms)
- 1959: Solange es Menschen gibt (Imitation of Life)
- 1959: Bettgeflüster (Pillow Talk)
- 1959: Das Geheimnis der Dame in Schwarz (Portrait in Black)
- 1960: Mitternachtsspitzen (Midnight Lace)
- 1961: Endstation Paris (Back Street)
- 1961: Tammy Tell Me True
- 1961: Mandelaugen und Lotosblüten (Flower Drum Song)
- 1962: … gefrühstückt wird zu Hause (If a Man Answers)
- 1962: Was diese Frau so alles treibt (The Thrill of it All)
- 1962: Sandra und der Doktor (Tammy and the Doctor)
- 1963: Das Haus im Kreidegarten (The Chalk Garden)
- 1964: So bändigt man Eva (I’d Rather be Rich)
- 1964: Bei Madame Coco (The Art of Love)
- 1966: Madame X (Madame X)
- 1966: The Pad (and How to Use it)
- 1967: Modern Millie – Reicher Mann gesucht (Thorougly Modern Millie)
- 1967: Rosie (Rosie)
- 1969: Airport
- 1973: Der verlorene Horizont (Lost Horizon)
- 1975: Am Abgrund des Todes (The Lives of Jenny Dolan)
- 1976: Die Bankiers (Arthur Hailey's the Moneychangers) (TV-Mehrteiler)
- 1978: Was soll denn nur mit Vater werden? (A Family Upside Down)
- 1978: Suddenly Love
- 1979: The Best Place to be